# 파올로 말디니
파올로 체사레 말디니 OMRI(이탈리아어: Paolo Cesare Maldini OMRI, 이탈리아어 발음: [ˈpaːolo malˈdiːni], 1968년 6월 26일~)는 이탈리아의 축구인이다. 선수 시절 왼쪽 풀백, 중앙 수비수로 활동했으며 AC 밀란과 이탈리아 축구 국가대표팀에서 장기간 주장을 역임해 "대장(이탈리아어: Il Capitano 일 카피타노[*])"이라는 별명을 얻었다. 선수 경력을 마감한 후 2015년부터 2018년까지 USL 챔피언십의 마이애미 FC의 공동 구단주를, 2018년부터 2023년까지 AC 밀란의 기술 단장을 역임했다.
말디니는 1984-85 시즌 AC 밀란 1군에 포함된 후 2009년 41세의 나이로 프로 선수 경력을 마감하기 전까지 AC 밀란에서만 선수 생활을 했고 밀란에서 총 25시즌 동안 활동하며 유러피언컵/UEFA 챔피언스리그 5회, 세리에 A 7회, 코파 이탈리아 1회, 수페르코파 이탈리아나 5회, 유러피언 슈퍼컵/UEFA 슈퍼컵 5회, 인터콘티넨털컵 2회, FIFA 클럽 월드컵 1회 등 총 26회의 우승을 달성했다. 그는 2008-09 시즌 이후 선수 경력을 마감했고 밀란은 그의 등번호 3번을 영구 결번으로 지정했다.
말디니는 1988년 이탈리아 축구 국가대표팀에 데뷔한 후 2002년 대표팀에서 은퇴하기까지 14년 동안 총 126경기에 출전해 7득점을 기록했고 8년 동안 대표팀의 주장을 역임하며 75경기에 출전했다. 그는 이탈리아 대표팀 소속으로 FIFA 월드컵에 총 4회 출전했고 UEFA 유러피언 챔피언십에 총 3회 출전했으며 1994년 FIFA 월드컵 결승전과 UEFA 유로 2000 결승전에 진출해 대회 준우승을 달성했고 1990년 FIFA 월드컵과 UEFA 유로 1988 4강에 진출했다. 그는 앞의 대회들과 UEFA 유로 1996의 올스타팀, 2002년 FIFA 월드컵 드림팀에 선정되었으며 대표팀에서 은퇴한 후 파비오 칸나바로와 잔루이지 부폰이 그의 기록을 넘어서기까지 이탈리아 대표팀의 역대 최다 출장자와 대표팀 역사상 가장 많은 경기를 소화한 주장 자리를 차지했다.
말디니는 1995년 FIFA 올해의 선수에서 조지 웨아 다음으로 2등을 차지했고 1994년과 2003년 발롱도르 3위에 선정되었다. 그는 39세에 UEFA 클럽 풋볼 어워드 최우수 수비수 상을 수상했고 2004년 세리에 A 올해의 수비수와 펠레가 선정한 FIFA 100에 포함되었으며 월드 사커가 선정한 20세기 최고의 축구 선수들 100명에서 21등을 차지했고 2020년 발롱도르 드림팀에 선정되었다.
말디니는 AC 밀란 소속으로 세리에 A에서 총 647경기에 출전해 2020년 잔루이지 부폰이 기록을 갱신하기 전까지 세리에 A 역대 최다 출전 기록을 보유했으며 2024년 기준으로 프란시스코 헨토와 함께 유러피언컵/UEFA 챔피언스리그 결승전 역대 최다 출전 기록(8경기)을 가지고 있다. 그는 2017년 이케르 카시야스가 UEFA 구단 대항전 역대 최다 출전 기록을 갱신하기 전까지 UEFA 구단 대항전 역대 최다 출전 기록(174경기)을 가지고 있었고 AC 밀란에서 총 902경기에 출전하며 AC 밀란 구단 역사상 최다 출전자 기록을 가지고 있다. 선수 경력 통산 1,000경기 이상 출전한 선수들 중 한 명이며 2012년 12월 이탈리아 축구 명예의 전당에 헌액되었다.

## 구단 경력

### 1984-1987: 유소년, AC 밀란 1군 데뷔 및 초기 경력
말디니는 원래 AC 밀란 유소년 팀 출신으로, 프로 선수로 데뷔한 이후에도 AC 밀란에서만 선수 생활을 보냈다. 그는 밀란 유소년 팀에서 1984-85 시즌에 코파 이탈리아 프리마베라를 우승하였고, 1985년 1월 20일, 그는 우디네세와의 경기에서 부상당한 세르지오 바티스티니와 교체되어 닐스 리드홀름 감독 아래 밀란에서의 데뷔전을 치렀다. 이때 그의 나이는 16세였다. 이 경기는 그의 시즌 유일한 경기였지만, 그는 다음 시즌 17세의 나이에 레프트백에서 선발 출전 선수가 되었고, 이전 그의 아버지인 체사레 말디니가 달았던 등번호 3번을 받았다. 말디니는 1985년 8월 21일에 코파 이탈리아 데뷔전을 치렀고, 같은 해 9월 18일에 유럽 대항전 데뷔전을 치렀다. 1987년 1월 4일, 그는 1-0으로 승리를 거둔 코모와의 세리에 A 경기에서 그의 리그 경력 29골 중 첫 골을 기록했다.

### 1987-1991: "불멸자들"과 국내외적인 성공
아리고 사키 감독의 1987-88 시즌 스쿠데토는 말디니의 첫 번째 트로피이자 AC 밀란에서의 7번의 리그 우승 중 첫 번째 우승컵을 들어올렸다. "불멸자들"이라는 별명을 가진 사키의 밀란은 프랑크 레이카르트, 뤼트 휠릿, 마르코 판 바스턴의 오렌지 삼총사와 이탈리아 미드필더 카를로 안첼로티, 로베르토 도나도니 (이후 데메트리오 알베르티니까지), 그리고 강력한 수비진으로 현재까지 기억되고 있다. 사키와 이후 파비오 카펠로 아래에서 말디니는 오랜 기간 동안 프란코 바레시, 알레산드로 코스타쿠르타, 마우로 타소티뿐만 아니라 필리포 갈리, 스테파노 나바, 그리고 이후에 크리스티안 파누치와 함께 축구 역사상 가장 강력한 4백 라인 구성원 중 한 명으로 활약했다. 세리에 A 1987-88 시즌 동안 밀란은 단 14골만을 실점했고, 이탈리아 최고의 수비를 보여주며 세리에 A 우승을 차지했다. 말디니는 다음 시즌 밀란과 함께 1988 수페르코파 이탈리아나에서 우승을 차지하였고, 유러피언컵에서 1988-89 시즌과 1989-90 시즌을 연달아 우승하였다. 이 시즌 동안 세리에 A에서는 각각 3위와 2위를 차지했다. 1989년 2월 19일, 말디니는 세리에 A 100번째 출전을 기록했다.
밀란은 1989-90 코파 이탈리아 결승전에 진출했으나, 유벤투스에게 패하여 준우승에 머물렀다. 밀란은 1989년과 1990년에 UEFA 슈퍼컵을 연속으로 우승했고, 1989년과 1990년에 인터콘티넨털컵을 연속으로 우승했다. 다음 시즌, 클럽과 함께한 사키의 마지막 시즌에서 밀란은 유러피언컵 8강에서 결승 진출 팀인 마르세유를 만나 탈락하였고, 세리에 A에서는 삼프도리아에 이어 준우승을 차지했는데, 시즌 동안 단 19골만 실점하여 리그 최고의 수비를 펼쳤다. 밀란은 코파 이탈리아 준결승전에 진출했지만, 해당 시즌 우승팀인 로마에게 패했다. 1989년, 말디니는 유럽 대항전에서 최고의 23세 이하 선수에게 주어지는 브라보상을 수상했다.

### 1991-1996: "천하무적"과 계속되는 성공
사키의 후임자인 파비오 카펠로의 지도 아래 밀란은 계속해서 이탈리아와 유럽 축구의 강력한 우승 후보 중 하나였다. 말디니는 또한 1991-92 시즌 세리에 A의 무패 우승팀의 일원이었는데, 밀란은 리그 34경기에서 무패를 기록하며 "천하무적"이라는 별명을 얻었다. 이 우승은 1990년대 초 카펠로 지휘 하에 세리에 A 3연속 우승 중 첫 번째 우승이었다. 말디니는 밀란이 다음 시즌에 세리에 A 우승을 거두는데 일조하였고, 챔피언스리그 결승전 3연속 진출 중 첫 번째 결승전에 올랐다. 밀란은 1993 UEFA 챔피언스리그 결승전에서 마르세유에게 1-0으로 패했다. 1992년 10월 21일, 말디니는 1-0으로 이긴 슬로반 브라티슬라바와의 챔피언스리그 경기에서 유럽 대항전 첫 골을 넣었고, 같은 해 10월 4일에는 세리에 A 200번째 출전을 기록했다. 다음 시즌, 밀란은 단 15실점으로 이탈리아 최고의 수비력을 보여주며 세리에 A 3연패를 달성했다. 또한 말디니는 밀란을 2연속 챔피언스리그 결승전에 진출하는데 일조했고, 그는 팀이 바르셀로나를 상대로 승리하는 데 기여했다. 경기 전, 알레산드로 코스타쿠르타의 출전 정지와 프란코 바레시, 장피에르 파팽, 마르코 판 바스턴의 부상으로 인해 대부분 요한 크라위프가 이끄는 "드림팀"이 우승할 것이라 예상하였고, 이 팀에는 호마리우와 흐리스토 스토이치코프의 강력한 공격 듀오가 있었다. 주요 선수들의 부재에도 불구하고 말디니는 밀란의 수비진이 무실점을 유지하도록 노력하였고, 이에 힘입은 다니엘레 마사로의 두 골과 데얀 사비체비치, 마르셀 드사이가 각각 1골씩 기록하며 바르셀로나를 4-0으로 제압하는데 일조했다.
세 번째 챔피언스리그 타이틀을 획득하고 1994년 FIFA 월드컵 결승전에 진출한 말디니는 월드 사커 선정 '세계 최우수 선수상'을 수상한 최초의 수비수가 되었다. 수상 소감에서 말디니는 자신의 이정표를 "수비수들이 일반적으로 골 득점자보다 팬들과 언론으로부터 훨씬 적은 관심을 받기 때문에 자부심이 특히 중요하다. 우리는 영광을 취하기 보다는 심장부에 있을 것이다."라고 밝혔다. 그런 다음 그는 밀란의 주장 프란코 바레시를 "내가 받은 상과 같은 상을 받을 자격이 있는" 선수로 꼽았다. 말디니는 1994년 발롱도르에서 스토이치코프와 로베르토 바조에 이어 3위를 차지했으며, 1994년 FIFA 올해의 선수상 5위를 차지했다.
다음 시즌, 밀란과 말디니는 카펠로 감독 아래에서 수페르코파 이탈리아나 3연패를 달성했고, 인터콘티넨털컵에서 우승하지 못했지만 유러피언 슈퍼컵에서 우승을 차지했다. 리그 3연패 이후 밀란은 세리에 A 타이틀을 유지할 수 없었지만, 3연속 챔피언스리그 결승전 진출에 성공했다. 그러나 결승전에서 아약스에게 1-0으로 패했다. 말디니는 1995년 FIFA 올해의 선수상에서 미래 팀 동료 조지 웨아에 이어 2위를 차지했다. 1995년 2월 17일, 말디니는 세리에 A 300번째 경기를 치렀다. 다음 시즌에 말디니는 그의 5번째 세리에 A 우승을 거머쥐었고, 카펠로 감독 부임 이후 네 번째 우승을 차지할 수 있었다.

### 1996-2001: 주장, 고군분투 속 1999년 세리에 A 우승
카펠로가 떠나고 몇몇 핵심 선수들이 노쇠화 및 은퇴하면서 밀란은 몇 시즌 동안 실망스러운 성적을 거두었고, 감독직을 여러 차례 교체했다. 밀란은 1996년 수페르코파 이탈리아나에서 피오렌티나에게 패배했고, 1996-97년 UEFA 챔피언스리그에서 조별 리그 탈락이라는 고배를 마신 후 두 시즌 연속 유럽 대항전 진출에 실패했다. 1996-97 시즌 이후 프란코 바레시와 마우로 타소티가 은퇴한 후, 말디니가 밀란의 주장으로 임명되었다. 이 기간 동안 밀란은 어려움에도 불구하고 말디니의 지도력으로 1998년 코파 이탈리아 결승전에 진출했으나 라치오에게 패했고, 알베르토 자케로니 감독 아래에서 라치오와 승점 1점 차이로 1998-99 시즌 세리에 A 우승을 거두었다. 1999년 4월 25일, 그는 세리에 A 400번째 경기에 출전했다. 1999-2000 시즌에 밀란은 파르마와의 수페르코파 이탈리아나에서 패하였고, 세리에 A에서 3위를 차지했으며, 챔피언스리그 조별 리그에서는 조 최하위를 기록했다. 밀란은 다음 시즌 챔피언스리그 2차 조별 리그 탈락, 세리에 A 6위에 그치며 챔피언스리그 진출에 실패했고, 다음 시즌에 UEFA컵에 참가했다.

### 2001-2007: 성공의 새로운 시대

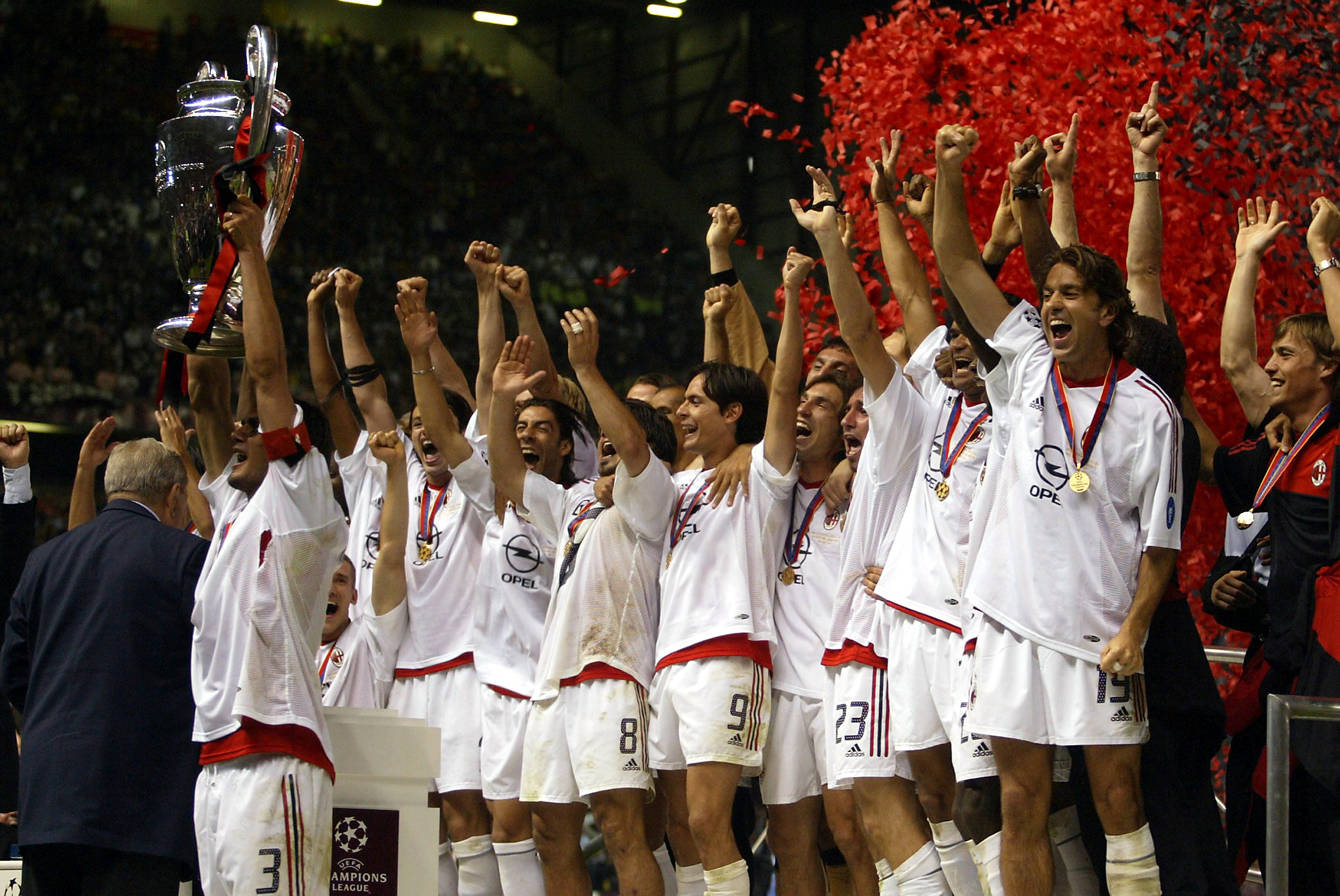
2003 UEFA 챔피언스리그 결승전에서 우승 후 밀란의 유러피언 컵을 들어올리고 있는 말디니.

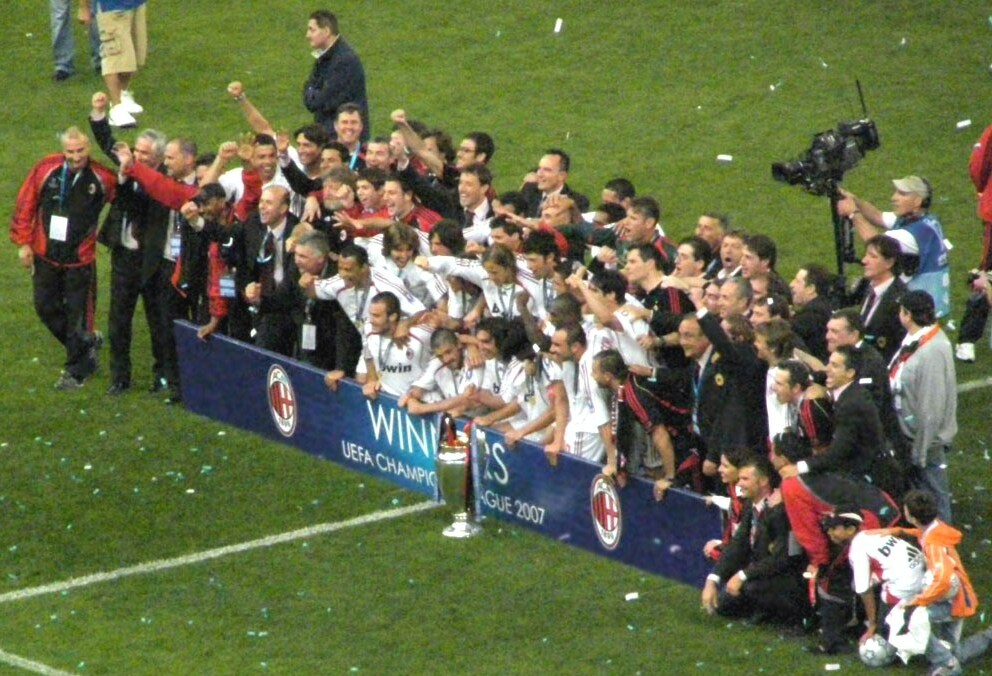
밀란 동료들과 함께 2007 UEFA 챔피언스리그 우승을 자축하는 말디니. 당시 그의 나이는 38세로, 우승컵을 들어올린 최고령 주장이었다.

밀란은 다시 카를로 안첼로티 아래에서 이탈리아와 유럽 축구의 강력한 우승 후보가 되었다. 2001-02 시즌에 밀란은 리그 4위를 차지하며 챔피언스리그 진출권을 획득했고, UEFA컵에서 준결승전까지 진출하며 역대 최고 성적을 기록했다. 2002년 말디니는 그의 경력과 개인적인 업적 등으로 가에타노 시레아 경력모범상을 수상했다. 다음 시즌, 말디니는 알레산드로 네스타, 알레산드로 코스타쿠르타와 카푸와 함께 수비진을 형성했고, 이후 2004-05 시즌 야프 스탐까지 합류하며 이탈리아와 유럽에서 강력한 수비진을 형성했다. 밀란은 세리에 A에서 3위를 차지했고, 말디니는 코파 이탈리아 결승전에서 로마를 꺾고 생애 첫 코파 이탈리아 우승을 차지했다. 2003년 3월 15일, 그는 세리에 A 500번째 경기를 치렀다.
밀란은 2003년 5월 28일 올드 트래퍼드에서 열린 유벤투스와의 첫 이탈리아 구단간 챔피언스리그 결승전에서 말디니를 주장으로 내세우며 챔피언스리그 첫 우승을 차지했다. 말디니는 밀란이 무실점을 유지하는 데 큰 도움을 주었다. 그들은 연장전 끝에 0-0으로 승부가 나지 않았고, 승부차기에서 3-2로 유벤투스를 제압했다. 이 날은 그의 아버지인 체사레가 똑같이 잉글랜드에서 밀란의 주장으로 유러피언컵을 들어올린 지 정확히 40년이 되는 날이었다. 부자가 모두 챔피언스리그(또는 유러피언컵) 트로피를 들어올린 경우는 레알 마드리드의 마누엘과 마놀로 산치스, 카를레스와 세르히오 부스케츠 부자를 포함한 세 쌍이 유일하다. 말디니는 결승전의 경기 최우수 선수로 선정되었고, 그의 경력에서 처음으로 UEFA 올해의 팀에 이름을 올렸다.
다음 시즌 밀란은 수페르코파 이탈리아나에서 승부차기 끝에 유벤투스에게 패배했고, 인터콘티넨털컵에서도 보카 주니어스에게 승부차기 끝에 패배했지만, UEFA 슈퍼컵에서 포르투를 꺾고 슈퍼컵 우승을 차지했다. 말디니는 2003년 발롱도르에서 커리어 두 번째로 3위를 차지했다. 말디니는 밀란의 주장으로 해당 시즌에 승점 82점을 기록하며 2003-04 시즌 우승을 차지했고, 밀란은 코파 이탈리아 준결승전에서 라치오에게, 챔피언스리그에서는 8강전에서 데포르티보 라코루냐에게 패배했다. 2004년 4월, 말디니는 지난 50년간 최고의 유럽 축구 선수들을 기념하기 위해 조직된 UEFA 온라인 설문 조사인 UEFA 골든 주빌리 여론 조사에서 10위를 차지했다. 말디니는 디노 초프에 이어 두 번째로 높은 순위의 이탈리아 선수였다. 또한 말디니는 2004년 펠레가 선정한 현존하는 가장 위대한 축구 선수 125명의 명단인 FIFA 100에도 포함되었다. 세리에 A 우승에 이어 말디니는 2004년 이탈리아 축구 시상식에서 세리에 A 올해의 수비수로 선정되었다.
다음 시즌, 말디니는 주장으로서 밀란이 2004 수페르코파 이탈리아나에서 라치오를 이긴 후 산뜻하게 시즌을 시작했다. 밀란은 세리에 A에서 유벤투스에 이어 2위를 차지했고, 챔피언스리그 결승전에 진출하여 말디니가 선제골을 기록했지만 리버풀에게 승부차기 끝에 패배했다. 2005년, 말디니는 두 번째로 UEFA 올해의 팀에 선정되었고, 그의 커리어 최초로 FIFPro 월드 베스트 XI에 선정되었다. 다음 시즌 밀란은 다시 한 번 유벤투스에 이어 세리에 A 2위를 차지했고, 챔피언스리그 준결승전에 진출했지만 이후 우승팀이 된 바르셀로나에게 패배했다. 유벤투스와 밀란은 이후 2006년 칼초폴리 승부 조작 사건에 연루되어 승점이 삭감되었고, 우승 타이틀은 인테르나치오날레에게 수여되었으며, 유벤투스는 강등 조치 되었고 밀란은 승점 삭감 후 최종 3위를 차지했다. 시즌 동안 말디니는 레지나를 상대로 커리어에서 처음이자 유일한 멀티골을 기록했다. 2005년 9월 25일, 말디니는 트레비소와의 571번째 리그 경기를 치른 후 디노 초프의 세리에 A 출전 기록을 경신했다. 7일 전, 그는 밀란에서 모든 대회를 통틀어 800번째 경기를 치렀다.
그 다음 시즌, 말디니는 승점 삭감에도 불구하고 밀란이 4위로 시즌을 마치는 것을 도왔고, 클럽은 챔피언스리그 진출권을 획득했다. 말디니는 2007년 5월 13일 1-1로 무승부를 거둔 카타니아전에서 세리에 A 600번째 경기를 치렀다. 이 시즌에 말디니는 밀란의 주장으로 세 번째 챔피언스리그 결승전에 진출했고, 2007년 5월 23일 아테네에서 열린 결승전에서 리버풀을 2-1로 꺾고 2005년의 패배를 설욕하며 챔피언스리그 우승을 거두었다. 말디니는 38세의 나이로 챔피언스리그 트로피를 들어올린 최고령 주장이 되었다. 말디니는 자신의 경력 동안 8번의 챔피언스리그 결승전에 출전했는데, 이는 레알 마드리드의 프란시스코 헨토를 제외하고 그 누구도 달성하지 못한 기록이었다. 말디니는 우승컵을 다섯 번 들어올렸으며, 그 중 두 번은 주장으로 들어올린 것이었다. 2007년 결승전에 앞서 방송된 ESPN과의 인터뷰에서 말디니는 2005년 챔피언스리그 결승전을 자신의 커리어에서 최악의 순간으로 꼽았다. 그는 당시 챔피언스리그 결승전에서 51초만에 가장 빠른 골을 기록하고 결승전에서 득점한 최고령 선수가 되었는데, 이 경기에서 밀란은 전반전에 3-0으로 앞서다가 승부차기에서 리버풀에게 패배했다. 말디니는 2007년의 놀라운 활약으로 UEFA 클럽 올해의 수비수로 선정되었다.
2007년, 밀란이 세비야와의 UEFA 슈퍼컵에서 우승한 후 (비록 말디니는 출전하지 않음), 말디니는 12월 16일 보카 주니어스를 꺾고 FIFA 클럽 월드컵을 들어 올린 최초의 유럽인 주장이 되었다. 그는 2007-08 시즌 종료 후 은퇴할 계획을 발표했고, "후회 없이" 은퇴할 것이라고 말했다. 그러나 2008년 3월 밀란이 아스널에 의해 챔피언스리그에서 탈락한 후 말디니는 은퇴를 최소 1년 더 연기할 것이라고 밝혔다. 6월 6일, 그는 2008-09 시즌까지 밀란에 남아있는 연장 계약에 서명했다.

### 2008-2009: 마지막 한 해와 은퇴

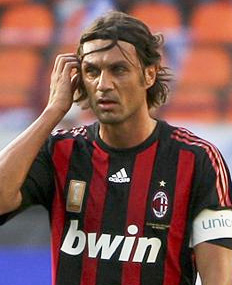
2008년의 말디니.

2008년 2월 16일, 스타디오 엔니오 타르디니에서 열린 파르마와의 경기에서 말디니는 수비수 마레크 얀쿨로프스키와 교체 투입되며 프로 통산 1,000번째 경기에 출전했는데, 이 중 861경기는 밀란에서, 12경기는 이탈리아 U-21 대표팀에서, 1경기는 이탈리아 올림픽 대표팀에서 뛰었고, 나머지 126경기는 이탈리아 성인 대표팀에서 출전한 경기였다. 유럽 축구에서 말디니보다 더 많은 경기에 출전한 선수는 1966~1997년 사이에 1,390경기를 출전한 잉글랜드 골키퍼 피터 실턴만이 유일했다. 2008년 3월 4일, 말디니는 산 시로에서 열린 2007-08년 UEFA 챔피언스리그 16강전에서 아스널에게 2-0으로 패배한 경기가 말디니의 마지막 챔피언스리그 경기가 되었다. 2008년, 말디니는 FIFA 공로 훈장과 더불어 선수 생활 내내 뛰어난 기량과 페어 플레이를 보여준 선수에게 주어지는 프레미오 인테르나치오날레 자친토 파케티를 수상했다.
2009년 4월 18일, 말디니는 2008-09 시즌을 끝으로 은퇴할 것이라고 발표했다. 2009년 5월 17일, 스타디오 프리울리에서 말디니는 우디네세와의 리그 경기에서 밀란에서의 900번째 공식 경기를 치렀다. 말디니의 산 시로에서의 마지막 경기는 5월 24일 3-2로 패배한 로마와의 경기였고, 팬들은 그에게 기립박수를 보냈다. 그러나 일부 밀란 울트라스 팬들이 작별 인사를 하는 말디니에게 항의를 하며 작은 소란이 일어났다. 그의 밀란에서의 마지막 출전이자 현역 선수로서 마지막 경기는 2009년 5월 31일, 피오렌티나와의 세리에 A 시즌 마지막 경기에서 2-0 승리를 거둔 경기였다. 이 승리로 밀란은 3위로 시즌을 마감했고, 다음 시즌 챔피언스리그 진출권을 획득했다. 말디니는 다시 한 번 팬들의 기립박수를 받았다. 밀란은 이전에 프란코 바레시의 등번호 6번을 영구 결번 시켰던 것처럼 말디니의 3번을 영구 결번시켰지만, 만약 그의 아들 중 한 명이 밀란의 성인 팀에 들어간다면 그의 아들 중 한 명에게 등번호를 물려줄 것이라고 말했다.
2009년 8월 28일, 몬테카를로에서 파올로 말디니는 2009-10년 UEFA 챔피언스리그 조별 리그 조 추첨 중에 UEFA로부터 그의 경력에 대한 상을 받았다. 2009년 11월 17일, 스페인의 스포츠 신문 《마르카》는 말디니에게 그의 경력과 업적에 대한 공로를 인정하여 "마르카 레이엔다"상을 수여했다.

## 국가대표팀 경력

### 데뷔 초기와 1990년 월드컵

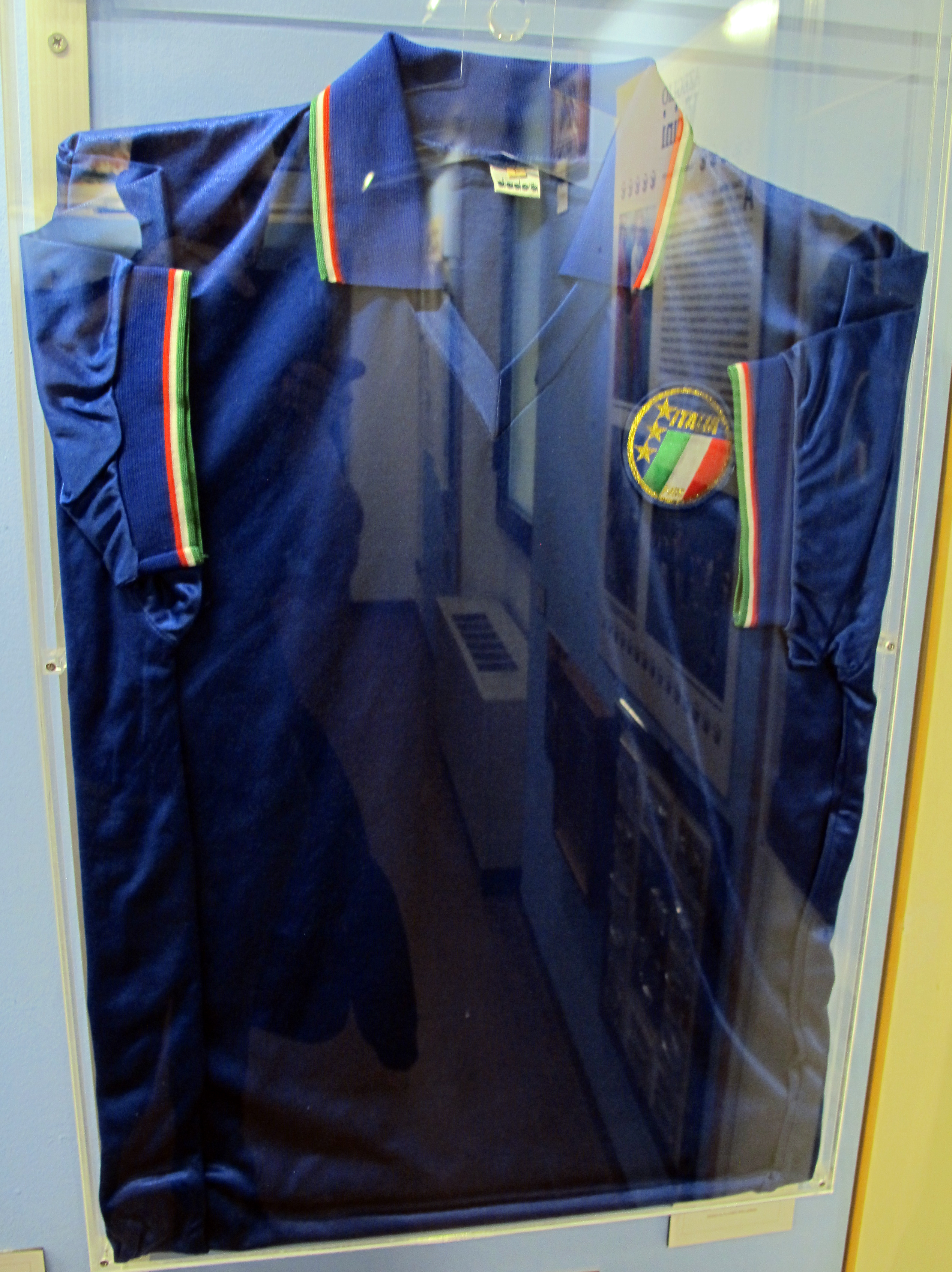
피렌체 축구 박물관에 전시되어 있는 1990년 FIFA 월드컵 당시 말디니의 유니폼.

1986년, 말디니는 그의 아버지 체사레 말디니에 의해 이탈리아 U-21 대표팀에 차출되었고, 그해 11월 12일 0-0으로 비긴 오스트리아와의 경기에서 데뷔전을 치렀다. 1987년 2월 11일, 그는 2-1로 이긴 포르투갈과의 경기에서 첫 골을 넣은 그는 아주리니에서 2년 동안 12경기에 출전해 5골을 기록했다. 말디니는 U-21 국가대표팀 일원으로 1986년 UEFA U-21 축구 선수권 대회에서 스페인에게 밀려 아쉽게 준우승을 차지했다. 2년 후, 그는 다시 U-21 국가대표팀 일원으로 1988년 UEFA U-21 축구 선수권 대회 1라운드에서 프랑스에게 탈락했다.
말디니는 1988년 3월 31일 스플리트에서 열린 유고슬라비아와의 친선 경기에서 19세의 나이로 이탈리아 성인 대표팀에 데뷔했으며, 경기는 1-1로 무승부를 거뒀다. 또한 1987년 10월 28일에 그는 이탈리아 올림픽 대표팀으로 1경기에 출전했지만, 1988년 올림픽에 출전하지는 않았다. 말디니는 UEFA 유로 1988에서 이탈리아의 4경기에 모두 출전해 팀은 준결승에 진출했으나, 소련에게 패하여 탈락했다.
말디니는 자국에서 열린 1990년 FIFA 월드컵에 처음으로 참가했으며 이탈리아의 7경기에 모두 출전했다. 그는 대회에서 이탈리아가 5연승을 거두는데 일조했고, FIFA 월드컵 5경기 연속 무실점 기록을 세운 이탈리아 수비의 주전 선수였다. 이 놀라운 활약을 보여준 이탈리아 수비진은 카를로스 빌라르도가 이끄는 아르헨티나와의 준결승전에서 결국 동점골을 내줬고, 총 518분 동안 무실점을 기록하며 월드컵 기록을 세웠다. 이 경기에서 두 팀은 연장전 끝에 아무도 득점하지 못했고, 이어진 승부차기에서 이탈리아는 아르헨티나에게 패배하였다. 이탈리아는 3위 결정전에서 잉글랜드를 2-1로 꺾고 3위를 차지했으며, 월드컵 기간 내내 단 2골만 실점한 최고의 수비력을 보여주며 대회를 마무리했다. 말디니는 1990년 월드컵 올스타 팀에 선정되었다.

### 1994년 월드컵: 결승 진출 및 주장 선임
말디니의 국가대표팀 첫 골은 1993년 1월 20일 피렌체에서 열린 멕시코와의 친선 경기에서 나왔다. 이 경기는 그의 44번째 성인 국가대표팀 경기였고, 팀은 2-0으로 승리를 거두었다. 말디니는 1992년 US컵에 참가한 이탈리아 대표팀의 일원으로 개최국에 밀려 대회에서 2위를 차지했다. 이탈리아는 UEFA 유로 1992 예선에서 조 2위로 탈락하여 본선 진출에 실패했지만, 1994년 월드컵 본선에 진출에 성공했고, 말디니는 이탈리아의 부주장으로 선임되었다. 1994년 FIFA 월드컵 기간 동안 말디니는 이탈리아가 참가한 7경기에 모두 출전했고, 멕시코, 나이지리아, 스페인과의 경기에서 이전에 부상당한 프란코 바레시를 대신하여 출전했으며, 노르웨이와의 조별 리그 경기에서는 무실점을 기록했다. 말디니는 이탈리아 수비진을 이끌며 팀을 결승전에 올려놓았고, 부상당한 바레시를 포함하여 8강 이후 출전 정지를 당한 마우로 타소티와 알레산드로 코스타쿠르타까지 결승전 출전 정지를 당하면서 수비진들의 부재가 이어져, 말디니는 대회에서 센터백과 풀백 가리지 않고 모두 출전했다. 말디니는 우승 후보 브라질과의 결승전에서 이탈리아가 무실점을 기록하는 데 일조했지만, 결국 승부차기에서 패배했다. 말디니는 1990년에 이어 두 번째로 1994년 월드컵 올스타 팀에 선정되었는데, 아버지 체사레가 1962년 FIFA 월드컵 올스타 팀에 선정된 지 32년 만이었다.
이탈리아 골키퍼: 유럽에서 가장 쉬운 직업.
1994년 프란코 바레시가 국가대표 은퇴를 선언한 후, 말디니는 팀의 정식 주장으로 임명되었다. 실망스러운 성적의 유로 1996 대회에서 이탈리아는 조별 리그에서 승점 4점만을 획득하며 탈락했다. 당시 같은 조에는 결승전에 진출한 독일과 체코가 있었다. 말디니는 이탈리아의 조별 리그 3경기에 모두 출전했다. 1998년 FIFA 월드컵에서 이탈리아는 조 1위를 차지하며 강력하게 대회를 시작했다. 말디니는 이탈리아의 5경기에 전부 출전했고, 칠레와의 대회 첫 경기에서 크리스티안 비에리의 선제골로 경기를 시작했으나 2-2 무승부로 경기를 마무리했다. 말디니는 알레산드로 코스타쿠르타, 파비오 칸나바로, 알레산드로 네스타, 주세페 베르고미와 함께 카메룬과의 조별 리그 2차전과 노르웨이와의 16강, 프랑스와의 8강전에서 무실점을 기록했지만, 이탈리아는 개최국이자 대회 우승자인 프랑스와의 8강전에서 승부차기에서 패배하며 탈락했다. 이는 월드컵에서 3회 연속으로 승부차기에서 패배한 일종의 징크스로 남았다.

### 유로 2000 결승 진출과 네 번째 월드컵
1999년 4월 28일, 말디니는 디노 초프 감독 아래 0-0으로 비긴 크로아티아와의 친선 경기에서 이탈리아 국가대표팀 100번째 경기를 치렀다. 다음 해, 이탈리아는 유로 2000 결승전에 진출했지만, 연장전에서 월드컵 챔피언 프랑스에게 또다시 패했다. 말디니는 대회 기간 동안 이탈리아의 6경기에 모두 출전했다. 이탈리아는 조별 리그에서 전승을 거두며 조 1위를 차지했고, 말디니는 파비오 칸나바로, 알레산드로 네스타와 함께 이탈리아 수비진이 결승전까지 단 두 골만 실점하도록 일조했다. 또한 이탈리아는 공동 개최국 벨기에와의 조별 리그 경기와 루마니아와의 8강전, 또 다른 개최국 네덜란드와의 준결승전에서 모두 무실점을 기록했다. 이탈리아는 한 명이 퇴장당한 악재 속에서 연장전 끝에 0-0 무승부를 거둔 후 승부차기 끝에 결승전에 진출했다. 비록 말디니가 승부차기에서 실축했지만, 이탈리아는 3-1로 승리를 거두었다. 이탈리아는 결승전에서 1-0으로 앞서고 있었으나 경기 막판 실뱅 윌토르가 동점골을 기록했고, 이어진 연장전에서 103분에 다비드 트레제게가 골든골을 터뜨렸다. 말디니가 참가한 세 번의 UEFA 유럽 축구 선수권 대회에서 그는 세 대회 모두 UEFA 유로 대회의 팀에 선정되었다.
2000년 10월 7일, 밀라노에서 열린 루마니아와의 2002년 월드컵 예선전에서 말디니는 디노 초프를 제치고 이탈리아 성인 국가대표팀 113번째 경기에 출전하며 역대 이탈리아 국가대표팀 최다 출전 선수가 되었다. 말디니는 한국과 일본에서 열린 2002년 FIFA 월드컵에서 네 번째이자 주장으로서 두 번째 월드컵에 출전했다. 그는 에콰도르와의 첫 경기에서 이탈리아가 무실점 승리를 거두는데 일조했고, 이탈리아의 4경기에 모두 출전했다. 1차전 이후 이탈리아는 다소 실망스러운 경기를 펼쳤지만 조 2위로 16강에 진출했다. 한 명이 퇴장당한 이탈리아가 16강전에서 공동 개최국인 대한민국에게 골든골로 탈락한 직후, 말디니는 34세의 나이로 이탈리아 최다 출전 선수라는 영예를 안은 채 국가대표팀 은퇴를 선언했다. 그는 국가대표팀에서 총 7골을 기록했고, 이는 모두 홈 경기에서 나온 골이었다. 그는 국가대표팀에서 뛰었던 16년의 기간 중 절반 이상을 이탈리아의 주장으로 있었고, 칸나바로와 잔루이지 부폰에게 기록이 깨지기 전까지 74경기나 주장 완장을 차고 나왔다. 조국을 위한 활약에도 불구하고 말디니는 월드컵과 유럽 선수권 대회 결승전에 진출했지만, 끝내 우승컵을 들어올리진 못했다. 말디니는 월드컵에서 총 23경기에 출전했는데, 이는 25경기에 출전한 로타어 마테우스와 26경기에 출전한 리오넬 메시에 이어 세 번째로 많은 기록이다.
2009년 2월, 이탈리아의 마르첼로 리피 감독은 말디니의 평가전에 대해 지지를 선언하며 그가 아주리에서 마지막으로 뛸 수 있는 기회를 줄 것이라고 말했다. 이후 이탈리아 축구 연맹 (FIGC)은 그에게 북아일랜드와의 친선 경기에서 뛸 수 있는 기회를 제공했지만, 말디니는 "공식적인" 축구 경기와 이젠 멀어지고 싶다며 이 제안을 거절했다.

## 경력 통계

### 국가대표팀
| 연도 | 출장 | 득점 |
| ---- | ---- | ---- |
| 1989 | 7    | 0    |
| 1990 | 11   | 0    |
| 1991 | 8    | 0    |
| 1992 | 7    | 0    |
| 1993 | 5    | 2    |
| 1994 | 12   | 0    |
| 1995 | 7    | 1    |
| 1996 | 7    | 0    |
| 1997 | 11   | 2    |
| 1998 | 11   | 1    |
| 1999 | 7    | 1    |
| 2000 | 11   | 0    |
| 2001 | 7    | 0    |
| 2002 | 5    | 0    |
| 합계 | 126  | 7    |

### 국가대표팀 득점 기록
| 순서 | 날짜             | 경기 장소            | 상대 국가  | 경기 결과 | 경기 형식               |
| ---- | ---------------- | -------------------- | ---------- | --------- | ----------------------- |
| 1.   | 1993년 1월 20일  | 이탈리아, 피렌체     | 멕시코     | 2–0       | 친선경기                |
| 2.   | 1993년 3월 24일  | 이탈리아, 팔레르모   | 몰타       | 6–1       | 1994년 FIFA 월드컵 예선 |
| 3.   | 1995년 11월 11일 | 이탈리아, 바리       | 우크라이나 | 3–1       | UEFA 유로 1996 예선     |
| 4.   | 1997년 3월 29일  | 이탈리아, 트리에스테 | 몰도바     | 3–0       | 1998년 FIFA 월드컵 예선 |
| 5.   | 1997년 4월 30일  | 이탈리아, 나폴리     | 폴란드     | 3–0       | 1998년 FIFA 월드컵 예선 |
| 6.   | 1998년 4월 22일  | 이탈리아, 파르마     | 파라과이   | 3–1       | 친선경기                |
| 7.   | 1999년 6월 5일   | 이탈리아, 볼로냐     | 웨일스     | 4–0       | UEFA 유로 2000 예선     |

## 수상

### AC 밀란
- 세리에 A : 우승 (1987-88, 1991-92, 1992-93, 1993-94, 1995-96, 1998-99, 2003-04)
- 코파 이탈리아 : 우승 (2002-03)
- 수페르코파 이탈리아나 : 우승 (1992, 1993, 2004)
- UEFA 챔피언스리그 : 우승 (1988-89, 1989-90, 1993-94, 2002-03, 2006-07)
- UEFA 슈퍼컵 : 우승 (1989, 1990, 1994, 2003)
- 인터콘티넨털컵 : 우승 (1989, 1990)
- FIFA 클럽 월드컵 : 우승 (2007)

### 이탈리아
- UEFA U-21 유로 : 준우승 (1986)
- UEFA 유럽 축구 선수권 대회 : 준우승 (2000)
- FIFA 월드컵 : 준우승 (1994), 3위 (1990)

### 개인
- 발롱도르 : 3위 (1994, 2003)
- FIFA 올해의 선수 : 2위 (1995)
- 월드 사커 올해의 선수 : 1994
- 세리에 A 올해의 수비수 : 2003-04
- UEFA 클럽 풋볼 어워드 : 최우수 수비수상 (2006-07)
- UEFA 올해의 팀 : 2003, 2005
- UEFA 챔피언스리그 결승전 MoM : 2003
- FIFPro 월드 베스트 XI : 2005
- ESM 올해의 팀 : 1994–95, 1995–96, 1999–00, 2002–03
- 가제타 레전드 상 : 2018
- 마르카 레전드 상 : 2009
- 원클럽맨 어워드 : 2016
- 가에타노 시레아 상 : 2002
- 자친토 파케티 상 : 2008
- FIFA 공로상 : 2008
- 브라보 상 : 1989
- UEFA 챔피언스리그 공로상 : 2009
- UEFA 회장상 : 2003
- 글로브사커 어워드 올해의 디렉터 : 2022
- FIFA 월드컵 올스타 팀 : 1990, 1994
- FIFA 월드컵 드림팀 : 2002
- UEFA 유럽 축구 선수권 대회 올스타 팀 : 1988, 1996, 2000

#### 선정
- 발롱도르 드림팀[72] : 2020
- UEFA 유로 역대 베스트 : 2016
- 월드사커 역대 베스트 : 2013
- 이탈리아 축구 명예의 전당 : 2012
- 이탈리아 스포츠 명예의 거리 : 2018
- UEFA 골든 주빌리 투표 10위
- AC밀란 명예의 전당
- FIFA 100 : 2004
- 스포츠일러스트레이티드 00년대의 팀 : 2009
- ESPN 00년대의 팀 : 2009
- IFFHS 역대 베스트 : 2021

#### 발롱도르
- 1989 - 23
- 1992 - 14
- 1993 - 7
- 1994 - 3
- 1995 - 7
- 1996 - 22
- 2000 - 10
- 2003 - 3
- 2004 - 28
- 2005 - 6
- 2007 - 18

#### FIFA 올해의 선수[73]
- 1992 - 26
- 1994 - 5
- 1995 - 2
- 1996 - 7
- 2003 - 9
- 2004 - 21
- 2005 - 9

#### 수훈
- 이탈리아 공화국 공로장 구성원장(2000년)
- 이탈리아 공화국 공로장 기사장(1991년)
- 체육유공메달 은장(1994년)

## 같이 보기
- A매치 100경기 이상 출전한 축구 선수 명단
- 원클럽맨 명단